# Alexandre-Félix Alméras
Alexandre-Félix Alméras (Genève, 29 januari 1811 - aldaar, 12 december 1868) was een Zwitsers kunstschilder en radicaal politicus uit het kanton Genève.

## Biografie
Alexandre-Félix Alméras was een zoon van Abraham-Maurice Alméras en van Anne Chappuis. Hij was gehuwd met Anne-Lucile Counis. Na zijn studies in de letteren en de wetenschappen aan de academie van Genève van 1826 tot 1831 werd hij kunstschilder. Als trouwe luitenant van James Fazy was hij van 1850 tot 1856 secretaris bij het departement van Openbare Werken en was hij van 1857 tot 1861 magazijndirecteur. In 1841 was hij lid van de Association du Trois Mars. Vervolgens zetelde hij in 1846 in de Geneefse kantonnale constituante. In 1848 was hij lid van de Tagsatzung. Na de Zwitserse parlementsverkiezingen van 1848 zetelde hij van 6 november 1848 tot 3 december 1854 in de Nationale Raad. Vervolgens zetelde hij van 9 januari 1860 tot 1 december 1862 in de Kantonsraad.